# Kremlin Cup 2010 - Qualificazioni singolare maschile
Le qualificazioni del singolare maschile del Kremlin Cup 2010 sono state un torneo di tennis preliminare per accedere alla fase finale della manifestazione. I vincitori dell'ultimo turno sono entrati di diritto nel tabellone principale. In caso di ritiro di uno o più giocatori aventi diritto a questi sono subentrati i lucky loser, ossia i giocatori che hanno perso nell'ultimo turno ma che avevano una classifica più alta rispetto agli altri partecipanti che avevano comunque perso nel turno finale.
Le qualificazioni del Kremlin Cup  2010 prevedevano 32 partecipanti di cui 4 sono entrati nel tabellone principale.

## Teste di serie
1. Pablo Andújar (primo turno)
2. Paul-Henri Mathieu (ultimo turno)
3. Igor' Kunicyn (Qualificato)
4. Konstantin Kravčuk (secondo turno)

1. Rajeev Ram (ultimo turno)
2. Victor Crivoi (Qualificato)
3. Andrej Kuznecov (Qualificato)
4. Laurent Recouderc (ultimo turno)

## Qualificati
1. Ilya Belyaev
2. Victor Crivoi

1. Igor' Kunicyn
2. Andrej Kuznecov

## Tabellone

### Legenda
| - Q = Qualificato - WC = Wild card - LL = Lucky loser | - ALT = Alternate - SE = Special Exempt - PR = Protected Ranking | - w/o = Walkover - r = Ritirato - d = Squalificato |

### Sezione 1
|  | Primo turno             | Primo turno             | Primo turno             | Primo turno | Primo turno |  |  | Secondo turno           | Secondo turno           | Secondo turno | Secondo turno | Secondo turno |   |   | Ultimo turno | Ultimo turno | Ultimo turno | Ultimo turno | Ultimo turno |  |
|  |                         |                         |                         |             |             |  |  |                         |                         |               |               |               |   |   |              |              |              |              |              |  |
|  |                         | Ilya Belyaev            | Ilya Belyaev            | 6           | 6           |  |  |                         |                         |               |               |               |   |   |              |              |              |              |              |  |
|  | 1                       | Pablo Andújar           | Pablo Andújar           | 3           | 1           |  |  | Ilya Belyaev            | Ilya Belyaev            | 4             | 7             | 6             |   |   |              |              |              |              |              |  |
|  | Petru-Alexandru Luncanu | Petru-Alexandru Luncanu | Petru-Alexandru Luncanu | 7           | 6           |  |  | Petru-Alexandru Luncanu | Petru-Alexandru Luncanu | 6             | 5             | 3             |   |   |              |              |              |              |              |  |
|  | Evgenij Donskoj         | Evgenij Donskoj         | Evgenij Donskoj         | 5           | 2           |  |  |                         |                         |               |               |               |   |   |              | Ilya Belyaev | Ilya Belyaev | 6            | 6            |  |
|  | Deniss Pavlovs          | Deniss Pavlovs          | Deniss Pavlovs          | 6           | 6           |  |  |                         |                         | 5             | Rajeev Ram    | Rajeev Ram    | 3 | 2 |              |              |              |              |              |  |
|  | Sergej Krotjuk          | Sergej Krotjuk          | Sergej Krotjuk          | 0           | 3           |  |  |                         | Deniss Pavlovs          | 4             | 6             | 3             |   |   |              |              |              |              |              |  |
|  | 5                       | Rajeev Ram              | Rajeev Ram              | 6           | 6           |  |  | 5                       | Rajeev Ram              | 6             | 2             | 6             |   |   |              |              |              |              |              |  |
|  |                         | Andrei Gorban           | Andrei Gorban           | 4           | 3           |  |  |                         |                         |               |               |               |   |   |              |              |              |              |              |  |

### Sezione 2
|  | Primo turno     | Primo turno        | Primo turno        | Primo turno | Primo turno |  |  | Secondo turno | Secondo turno      | Secondo turno      | Secondo turno | Secondo turno |   |   | Ultimo turno | Ultimo turno       | Ultimo turno | Ultimo turno | Ultimo turno |  |
|  |                 |                    |                    |             |             |  |  |               |                    |                    |               |               |   |   |              |                    |              |              |              |  |
|  | 2               | Paul-Henri Mathieu | Paul-Henri Mathieu | 6           | 6           |  |  |               |                    |                    |               |               |   |   |              |                    |              |              |              |  |
|  |                 | Denis Macukevič    | Denis Macukevič    | 2           | 3           |  |  | 2             | Paul-Henri Mathieu | Paul-Henri Mathieu | 6             | 6             |   |   |              |                    |              |              |              |  |
|  | Richard Muzaev  | Richard Muzaev     | Richard Muzaev     | 6           | 6           |  |  |               | Richard Muzaev     | Richard Muzaev     | 1             | 4             |   |   |              |                    |              |              |              |  |
|  | Ivan Serheev    | Ivan Serheev       | Ivan Serheev       | 4           | 1           |  |  |               |                    |                    |               |               |   |   | 2            | Paul-Henri Mathieu | 2            | 6            | 4            |  |
|  | Ilia Starkov    | Ilia Starkov       | 3                  | 6           | 6           |  |  |               |                    | 6                  | Victor Crivoi | 6             | 3 | 6 |              |                    |              |              |              |  |
|  | Roman Tudoreanu | Roman Tudoreanu    | 6                  | 4           | 4           |  |  |               | Ilia Starkov       | 6                  | 1             | 6(1)          |   |   |              |                    |              |              |              |  |
|  | 6               | Victor Crivoi      | 65                 | 6           | 7           |  |  | 6             | Victor Crivoi      | 4                  | 6             | 7             |   |   |              |                    |              |              |              |  |
|  |                 | Michail Elgin      | 7                  | 3           | 5           |  |  |               |                    |                    |               |               |   |   |              |                    |              |              |              |  |

### Sezione 3
|  | Primo turno       | Primo turno       | Primo turno      | Primo turno | Primo turno |  |  | Secondo turno | Secondo turno     | Secondo turno     | Secondo turno     | Secondo turno     |   |   | Ultimo turno | Ultimo turno  | Ultimo turno  | Ultimo turno | Ultimo turno |  |
|  |                   |                   |                  |             |             |  |  |               |                   |                   |                   |                   |   |   |              |               |               |              |              |  |
|  | 3                 | Igor' Kunicyn     | Igor' Kunicyn    | 6           | 6           |  |  |               |                   |                   |                   |                   |   |   |              |               |               |              |              |  |
|  |                   | Pavel Chekhov     | Pavel Chekhov    | 2           | 2           |  |  | 3             | Igor' Kunicyn     | Igor' Kunicyn     | 6                 | 6                 |   |   |              |               |               |              |              |  |
|  | Ervand Gasparyan  | Ervand Gasparyan  | 6                | 2           | 5           |  |  |               | Ervand Gasparyan  | Ervand Gasparyan  | 0                 | 4                 |   |   |              |               |               |              |              |  |
|  | Shalva Dzhanashia | Shalva Dzhanashia | 2                | 6           | 1r          |  |  |               |                   |                   |                   |                   |   |   | 3            | Igor' Kunicyn | Igor' Kunicyn | 6            | 6            |  |
|  | Andrey Kumantsov  | Andrey Kumantsov  | Andrey Kumantsov | 7           | 6           |  |  |               |                   | 8                 | Laurent Recouderc | Laurent Recouderc | 1 | 2 |              |               |               |              |              |  |
|  | Sergey Strelkov   | Sergey Strelkov   | Sergey Strelkov  | 5           | 4           |  |  |               | Andrey Kumantsov  | Andrey Kumantsov  | 1                 | 4                 |   |   |              |               |               |              |              |  |
|  | 8                 | Laurent Recouderc | 6                | 68          | 7           |  |  | 8             | Laurent Recouderc | Laurent Recouderc | 6                 | 6                 |   |   |              |               |               |              |              |  |
|  |                   | Noam Okun         | 1                | 7           | 5           |  |  |               |                   |                   |                   |                   |   |   |              |               |               |              |              |  |

### Sezione 4
|  | Primo turno        | Primo turno        | Primo turno        | Primo turno | Primo turno |  |  | Secondo turno | Secondo turno      | Secondo turno | Secondo turno   | Secondo turno |   |   | Ultimo turno | Ultimo turno   | Ultimo turno | Ultimo turno | Ultimo turno |  |
|  |                    |                    |                    |             |             |  |  |               |                    |               |                 |               |   |   |              |                |              |              |              |  |
|  | 4                  | Konstantin Kravčuk | Konstantin Kravčuk | 6           | 6           |  |  |               |                    |               |                 |               |   |   |              |                |              |              |              |  |
|  |                    | Dmitri Marfinsky   | Dmitri Marfinsky   | 3           | 4           |  |  | 4             | Konstantin Kravčuk | 1             | 6               | 3             |   |   |              |                |              |              |              |  |
|  | Flavio Cipolla     | Flavio Cipolla     | Flavio Cipolla     | 6           | 6           |  |  |               | Flavio Cipolla     | 6             | 4               | 6             |   |   |              |                |              |              |              |  |
|  | Dmitri Vlasov      | Dmitri Vlasov      | Dmitri Vlasov      | 2           | 3           |  |  |               |                    |               |                 |               |   |   |              | Flavio Cipolla | 611          | 7            | 63           |  |
|  | Dmitrij Sitak      | Dmitrij Sitak      | Dmitrij Sitak      | 6           | 6           |  |  |               |                    | 7             | Andrej Kuznecov | 7             | 5 | 7 |              |                |              |              |              |  |
|  | Alexey Iremashvili | Alexey Iremashvili | Alexey Iremashvili | 0           | 0           |  |  |               | Dmitrij Sitak      | 7             | 2               | 3             |   |   |              |                |              |              |              |  |
|  | 7                  | Andrej Kuznecov    | Andrej Kuznecov    | 6           | 6           |  |  | 7             | Andrej Kuznecov    | 5             | 6               | 6             |   |   |              |                |              |              |              |  |
|  |                    | Artem Pudovkin     | Artem Pudovkin     | 3           | 2           |  |  |               |                    |               |                 |               |   |   |              |                |              |              |              |  |